# Zwarte bes
De zwarte bes (Ribes nigrum) is een plant uit de ribesfamilie (Grossulariaceae).
De zwarte bes komt ook in het wild voor op natte, voedselrijke grond in loofbossen en dan vooral in broekbossen (moerasachtige bossen).
De zwarte bes bloeit vroeg, van april tot mei. De zwarte bes is zelfbestuivend, maar kruisbestuiving geeft meer vruchten. Zwarte bessen worden door middel van stekken vegetatief vermeerderd.

## Plantengemeenschap
Zwarte bes is een kensoort voor het elzenzegge-elzenbroek (Carici elongatae-Alnetum), een plantengemeenschap behorende tot de klasse van elzenbroekbossen. 

## Teelt van zwarte bessen in Nederland en België
De soort wordt nog op beperkte schaal geteeld voor de verwerkende industrie. De zwarte bes is door de vroege bloei gevoelig voor nachtvorst. Daarom vindt de teelt voornamelijk in de kuststreek plaats. De bessen worden machinaal geoogst en verwerkt tot sap.  De oogsttijd is afhankelijk van het ras en loopt van begin juli tot half augustus. Belangrijk zijn een goede sapkleur, een hoog vitamine C-gehalte en een aroma dat wordt aangeduid als cassis.
De bes wordt ook door particulieren in tuinen gehouden. In de boerentuin staan vaak één of meer struiken, al was het maar voor de inmaak.

### Teelt in Nederland
| Jaar | hectares |
| ---- | -------- |
| 1995 | 322      |
| 2000 | 386      |
| 2001 | 509      |
| 2002 | 541      |
| 2003 | 560      |
| 2004 | 543      |
| 2005 | 551      |
| 2006 | 578      |
| 2007 | 543      |
| 2015 | 352      |
| 2016 | 277      |

De afname van het areaal tussen 2007 en 2015 is een gevolg van een toenemende voorkeur van kwekers voor de blauwe bes, die een financieel aantrekkelijker opbrengst biedt.

## Rassen
De meeste nieuwe rassen zijn weinig vatbaar voor de Amerikaanse kruisbessenmeeldauw met uitzondering van 'Ben Nevis'.
Belangrijke rassen zijn:
- 'Ben Alder' die laat bloeit en laat rijpt. Dit ras is zeer vatbaar voor bladvalziekte, roest en de bladgalmug.
- 'Ben Nevis' die vroeg bloeit en vroeg rijp is. Dit ras is matig vatbaar voor de Amerikaanse kruisbessenmeeldauw.
- 'Ben Tirran' die zeer laat bloeit en zeer laat rijpt. Dit ras is zeer vatbaar voor bladvalziekte, gevoelig voor de bessenrondknopmijt en zeer gevoelig voor de bladgalmug.
- 'Black Reward'
- 'Titania'

## Ziekten

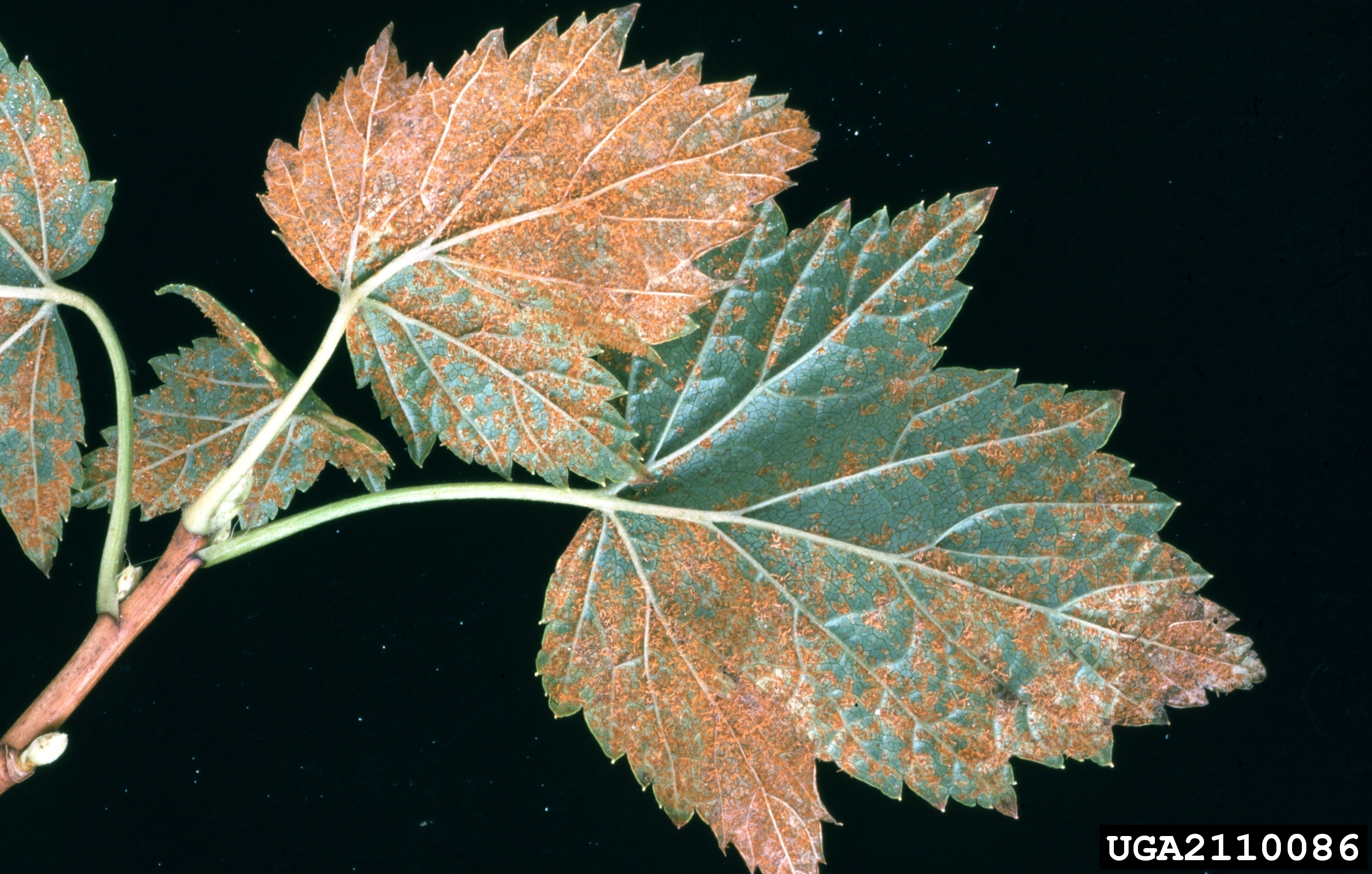
Zwartebessenroest

De bessenrondknopmijt (Cecidophyopsis ribis) is een belangrijke plaag. De knop wordt door de aanwezige mijten dik en rond. Deze mijt brengt ook het brandnetelvirus over. Ook de bessenbladgalmug (Dasineura tetensi) kan schade veroorzaken.
Schimmelziekten bij de Zwarte bes zijn Amerikaanse kruisbessenmeeldauw (Sphaerotheca mors-uvae, synoniem: Podosphaera mors-uvae), zwartebessenroest (Cronartium ribicola), roest (Melampsora ribesii-viminalis) en bladvalziekte (Drepanopeziza ribis).

## Inhoudsstoffen per 100 gram
| Energetische waarde | 57 Kcal/238 kJ |
| Koolhydraten        | 12,4 gram      |
| Eiwit               | 1,3 gram       |
| Vet                 | 0,2 gram       |
| Caroteen            | 0,14 mg        |
| Vitamine C          | 177 mg         |
| Vitamine B1         | 0,05 mg        |
| Vitamine B2         | 0,045 mg       |
| Calcium             | 46 mg          |
| IJzer               | 1,3 mg         |